# Rybenský tunel
Rybenský tunel je železniční tunel na katastrálním území města Vamberk na úseku regionální železniční trati 023 Doudleby nad Orlicí – Rokytnice v Orlických horách mezi zastávkami Peklo nad Zdobnicí a Rybná nad Zdobnicí v km 7,154–7,229.

## Historie
Pro výstavbu tratě byla 5. října 1903 ustanovena Společnost místní dráhy Doudleby–Vamberk–Rokytnice, která dráhu vlastnila až do zestátnění 1. ledna 1925. Koncese na výstavbu byla udělena 27. prosince 1904. Železniční trať byla postavena stavitelem J. Krulišem z Prahy a do provozu byla dána 14. října 1906. Rybenský tunel byl postaven v roce 1906.

## Popis
Trať je vedena v náročném horském terénu s nestejnorodými horninami. Jednokolejný tunel se nachází na železniční trati Doudleby nad Orlicí – Rokytnice v Orlických horách v úseku mezi zastávkami Peklo nad Zdobnicí a Rybná nad Zdobnicí. Byl postaven v oblouku v šíji meandrů řeky Zdobnice, pod úbočím vrchu Kříb (426 m n. m.). Tunel leží v nadmořské výšce 350 m a měří 75,06 m.
Tunel kříží  turistická stezka z Rybné nad Zdobnicí, Pekelec k Rybné nad Zdobnicí železniční stanice.